# Epictia borapeliotes
Epictia borapeliotes — вид змій родини струнких сліпунів (Leptotyphlopidae). Ендемік Бразилії.

## Поширення і екологія
Epictia borapeliotes мешкають на північному сході Бразилії, в штатах Сеара, Ріу-Гранді-ду-Норті, Параїба, Пернамбуку, Алагоас, Сержипі і Баїя. Вони живуть в сухих чагарникових заростях каатинги, трапляються в агресте (перехідній зоні між каатингою і вологими лісами) та у вологих прибережних районах.